# Рачковский, Павел
Павел Кшиштоф Рачковский (пол. Paweł Krzysztof Raczkowski; род. 10 мая 1983, Варшава или Макув-Подхаляньский, Малопольское воеводство) — польский футбольный судья.

## Карьера
В 2010 году дебютировал в качестве судьи матчей чемпионата Польши по футболу. Его первый матч в качестве арбитра состоялся 8 августа 2010 года между командами «Шлёнск» и «Ягеллония».
В 2013 году Рачковский был включён в список судей ФИФА, а уже 26 марта того же года состоялся его первый международный матч в качестве судьи между сборными Германии и Болгарии в элитном раунде чемпионата Европы среди юношей до 17 лет. Свой первый взрослый международный матч Рачковский судил 27 мая 2014 года, когда на поле сыграли сборные Японии и Кипра.
10 октября 2016 года он судил матч между Гибралтаром и Бельгией в отборочном этапе на чемпионат мира по футболу.
В 2019 году он был выбран судьёй матча Суперкубка Польши между клубами «Пяст» и «Лехия» .